# آنیکا ریدر
آنیکا ریدر (به انگلیسی: Annika Reeder) ژیمناست زادهٔ ۲۸ سپتامبر ۱۹۷۹ میلادی اهل کشور بریتانیا است.